# Flecha Valona 1954
La Flecha Valona 1954 se disputó el 8 de mayo de 1954, y supuso la edición número 18 de la carrera. El ganador fue el belga Germain Derycke. El suizo Ferdi Kübler y el también belga Jan De Valck fueron segundo y tercero respectivamente. Ferdi Kübler inicialmente ganó la prueba pero fue descalificado por sprint irregular. 

## Clasificación final
| Pos. | Ciclista             | Equipo              | Tiempo   |
| ---- | -------------------- | ------------------- | -------- |
| 1    | Germain Derycke      | Alcyon-Dunlop       | 6h35'48" |
| 2    | Ferdi Kübler         | La Perle            | s.t.     |
| 3    | Jan De Valck         | Alcyon-Dunlop       | s.t.     |
| 4    | Martin Van Geneugden | Gitane-Hutchinson   | s.t.     |
| 5    | Marcel Ernzer        | Terrot-Hutchinson   | s.t.     |
| 6    | Jan Storms           | Girardengo-Eldorado | s.t.     |
| 7    | Raymond Impanis      | Girardengo-Eldorado | s.t.     |
| 8    | Roger Decock         | Bertin-d'Alessandro | s.t.     |
| 9    | Edward Peeters       | Arbos               | s.t.     |
| 10   | André Rosseel        | Alcyon-Dunlop       | s.t.     |